# Punt mort (economia)
En economia, el punt mort, punt d'equilibri o llindar de rendibilitat és la quantitat d'unitats d'un producte o servei que cal vendre de manera que no hi hagi ni beneficis ni pèrdues, és a dir, quan s'assoleix aquest punt els costos totals són igual als ingressos per les vendes. Per tant, indica a partir de quin nombre de productes venuts es deixa de tenir pèrdues, o en altres paraules, quina quantitat de productes venuts s'ha de superar per començar a tenir beneficis.
Per a poder realitzar l'anàlisi del punt mort s'han de complir les següents condicions:
- El cost variable unitari es manté constant per a qualsevol volum de producció.
- Es vendran totes les unitats al mateix preu.

L'expressió matemàtica que permet calcular (en unitats venudes) el llindar de rendibilitat es determina considerant el punt "mort" en què els beneficis són nuls però els ingressos són iguals als costos. Així doncs, els ingressos totals (IT) s'igualen als costos totals (CT):
B = 0
0 = IT - CT
IT = CT
És a dir:
P · B = CF + CVu · Q*
on:
- P = Preu de venda d'una unitat del producte.
- Q*  = Nombre d'unitats del producte. Poden ser béns, mesurats en unitats físiques (u) o serveis, mesurat en unitats temporals (h). Posem Q amb asterisc ja que és la quantitat que hem de vendre per igualar ingressos i costos (punt mort).
- CF = Costos fixos, que són els que es mantenen inalterables durant l'exercici econòmic independentment del volum de producció i del volum de vendes. Exemples: lloguer de les instal·lacions, salaris del personal fix, amortització de deutes, etc.
- CVu = Costos variables per unitat, els quals augmenten a mesura que augmenta la producció de l'empresa i el volum de les vendes. Exemples: consum de llum, gas o telèfon, matèries primeres, etc.

A fi de trobar el punt mort, és a dir, la quantitat (Q*) d'articles venuts que compleixen la igualtat anterior, només cal aïllar-hi Q*:
PV · B - CVu · Q = CF
B · (P - CVu) = CF
Així, el llindar de rendibilitat (Q) s'obté dividint els costos fixos de l'empresa entre la diferència entre el preu de venda unitari i els costos variables unitaris.
Per tant, l'expressió matemàtica que defineix el punt mort és:
B = CF / (PV - CVu)
segons la qual, si es reparteixen els costos fixos entre el benefici obtingut de la venda d'una unitat del producte, entès aquest benefici com la diferència entre el preu de venda i el cost variable d'una unitat del producte, s'obté el nombre d'unitats que cal vendre a fi de cobrir costos. Aquest nombre constitueix un punt mort o un llindar de rendibilitat que cal superar per començar a obtenir beneficis.